# Blanzy
Blanzy är en kommun i departementet Saône-et-Loire i regionen Bourgogne-Franche-Comté i östra Frankrike. Kommunen ligger i kantonen Montcenis som tillhör arrondissementet Autun. År 2022 hade Blanzy 5 983 invånare.

## Befolkningsutveckling
Antalet invånare i kommunen Blanzy
| Referens: INSEE |